# Delma labialis
Delma labialis — вид геконоподібних ящірок родини лусконогових (Pygopodidae). Ендемік Австралії. 

## Поширення і екологія
Delma labialis мешкають у районі поясу Брігалу на сході Квінсленду, а також на півночі півострова Кейп-Йорк. Вони живуть у сухих склерофітних рідколіссях, серед опалого листя.